# Leptictis
Leptictis è un genere di mammiferi euteri estinti, appartenenti ai leptictidi. Visse tra l'Eocene superiore e l'Oligocene inferiore (circa 40 - 32 milioni di anni fa) e i suoi resti fossili sono stati ritrovati in Nordamerica.

## Descrizione
Questo piccolo animale era lungo solitamente 30 centimetri; possedeva un corpo vagamente simile a quello di un toporagno elefante. Come quest'ultimo, anche Leptictis era dotato di un cranio allungato con un muso appuntito, anche se non doveva essere presente una proboscide pronunciata come nella forma attuale. 
Uno studio eseguito nel 1982 da Novacek riguardante calchi endocranici della specie Leptictis dakotensis ha messo in luce differenze notevoli rispetto ai cervelli degli eulipotifli attuali: la neocorteccia era più grande di altre zone del cervello in Leptictis (sicuramente maggiore rispetto agli eulipotifli attuali) e vi era anche traccia di due solchi neocorticali in Leptictis. È probabile inoltre che il quoziente di encefalizzazione di Leptictis fosse maggiore rispetto a quello degli eulipotifli attuali, paragonabile a quello delle prime proscimmie e solo leggermente inferiore a quello dei macroscelidi attuali (Novacek, 1982). 

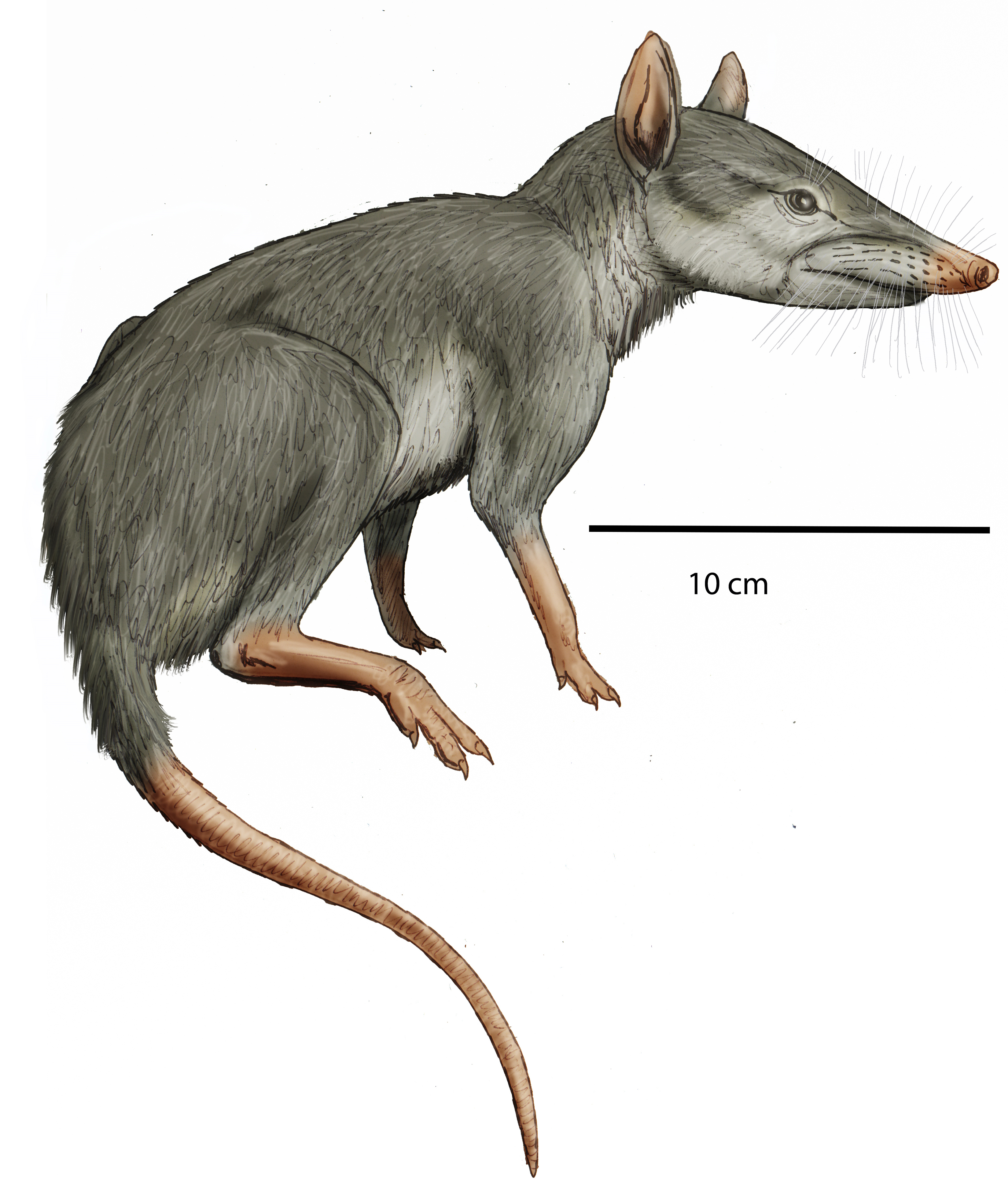
Ricostruzione di Leptictis dakotensis

Uno scheletro pressoché completo e articolato di Leptictis proveniente dall'Oligocene inferiore del Wyoming ha permesso di scoprire dettagli sulla morfologia postcranica di questo genere. Rispetto ad altri leptictidi dell'Eocene, Leptictis mostrava caratteristiche dello scheletro maggiormente specializzate, e sembra che potesse procedere sia correndo che saltando. Le caratteristiche indicative di questo comportamento includono la fusione di tibia e fibula per più della metà della loro lunghezza, zampe posteriori molto lunghe e zampe anteriori corte, una modificazione delle articolazioni delle zampe adatta a ridurre il movimento al solo piano parasagittale, e una regione lombare flessibile. Come i leptictidi più antichi, anche Leptictis possedeva zampe anteriori atte a scavare, grazie alla presenza di una spina scapolare e di un acromion ben sviluppati, un omero piuttosto robusto, un olecrano prominente e tubercoli legati all'estensore sul metacarpo (Kenneth, 2006).

## Classificazione

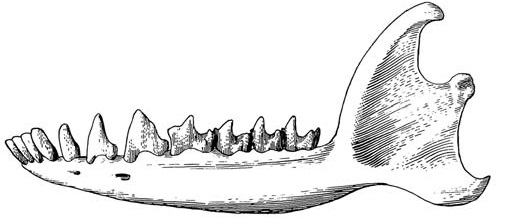
Mandibola di Leptictis dakotensis

Leptictis venne descritto per la prima volta da Joseph Leidy nel 1862, sulla base di resti fossili ritrovati in terreni dell'Oligocene inferiore del Dakota del Sud. La specie tipo è Leptictis haydeni, ma al genere sono state attribuite numerose altre specie, tutte provenienti dal Nordamerica, tra cui L. major, L. caniculus, L. acutidens, L. bullatus, L. dakotensis, L. douglassi, L. montanus, L. thomsoni, L. wilsoni. Il genere Ictops, anch'esso descritto da Leidy nel 1862, è considerato un sinonimo di Leptictis.
Leptictis è il genere eponimo dei leptictidi (Leptictida), un gruppo di mammiferi di piccole dimensioni tipici del Cretaceo e del Paleogene, di aspetto simile agli eulipotifli o ai macroscelidi, ma dalle parentele non chiare. Affine a Leptictis, ma di dimensioni maggiori e con caratteristiche più specializzate, è il ben noto Leptictidium.

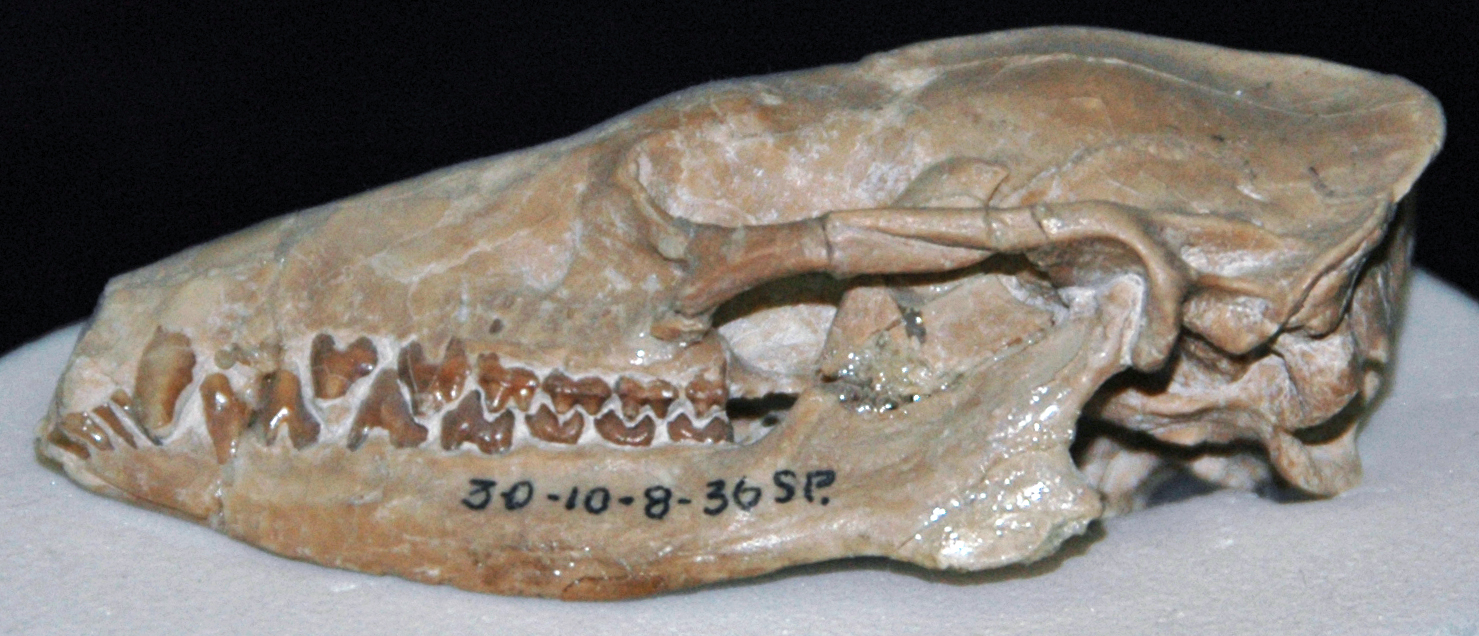
Cranio di Leptictis dakotensis